# Diocesi di Martirano

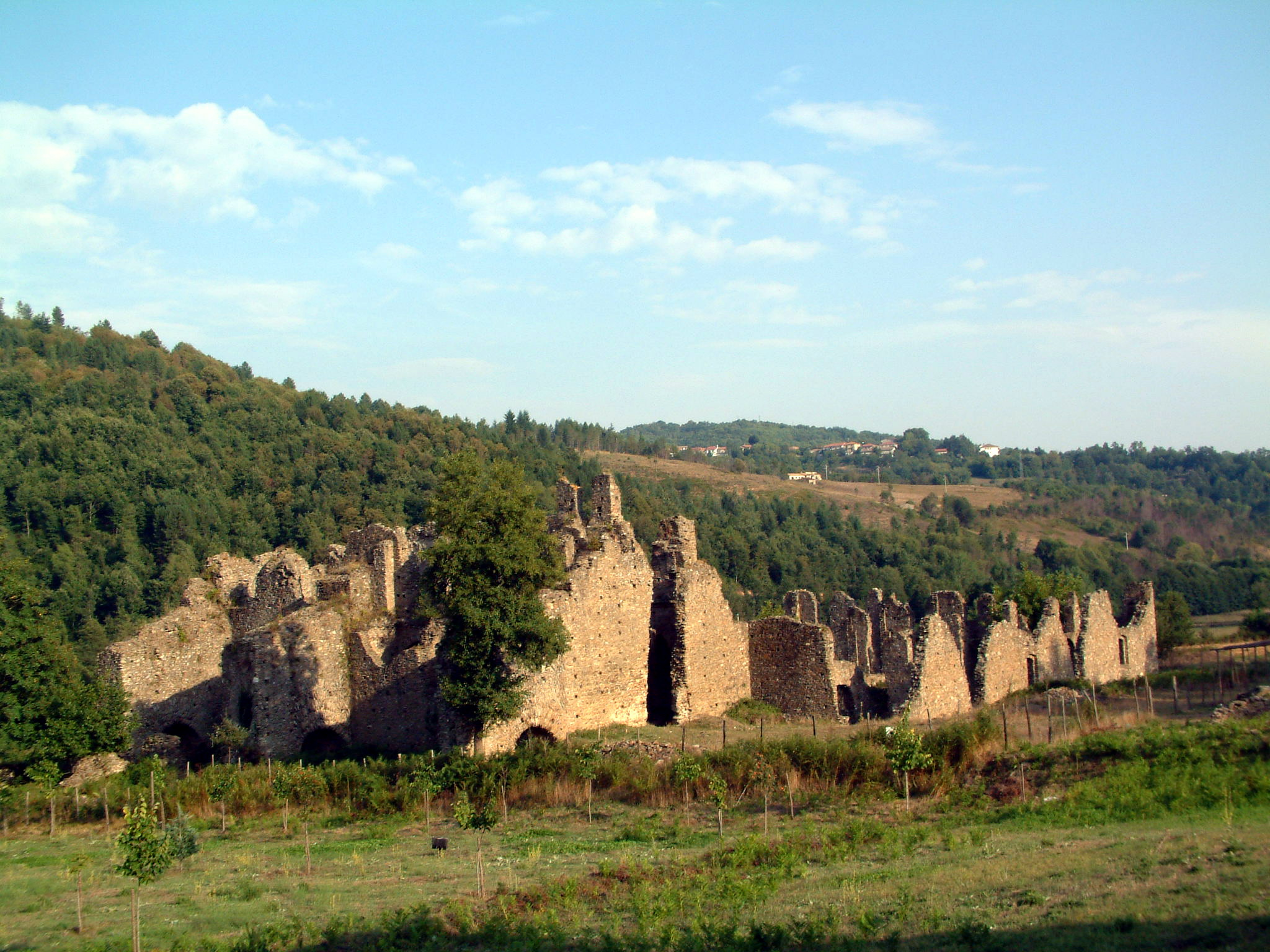
Ruderi dell'abbazia di Santa Maria di Corazzo.

La diocesi di Martirano (in latino: Dioecesis Marturanensis) è una sede soppressa e sede titolare della Chiesa cattolica.

## Territorio
Al momento della soppressione, la diocesi comprendeva i seguenti territori:
- nel circondario di Martirano, i comuni di Martirano[2], Motta Santa Lucia e Conflenti;
- nel circondario di Serrastretta, i comuni di Decollatura, Soveria Mannelli e Castagna[3];
- nel circondario di Scigliano, i comuni di Scigliano, Pedivigliano, Bianchi, Colosimi e Panettieri.

A Martirano si trovava la cattedrale, dedicata a Santa Maria Assunta, e andata distrutta, assieme al palazzo episcopale, nel terremoto del 1905.
Nel territorio di Castagna era localizzata la famosa abbazia di Santa Maria di Corazzo fondata dai benedettini nell'XI secolo.

## Fonti archivistiche
I documenti relativi alla soppressa diocesi, di cui non è facile ricostruire la storia, conservati nell'archivio della diocesi di Lamezia Terme non sono molto numerosi. Infatti Martirano, una piccola città della Calabria Citeriore, è stata spesso devastata da terremoti, uno dei quali, quello verificatosi l'8 settembre 1905, fu talmente disastroso che parte della popolazione si trasferì in altra località dando origine all'attuale Martirano Lombardo. Il 17 novembre 1929 la maggior parte dei documenti riguardanti la diocesi di Martirano, che erano ancora conservati nella sede comunale di Martirano Antico, andarono persi in un incendio acceso nel corso di una sommossa popolare contro lo spostamento della sede comunale. L'archivio della diocesi di Martirano peraltro era già stato devastato dal fuoco nel Cinquecento, sconvolto dal terremoto del 27 marzo 1638 e saccheggiato dopo la rivolta antifrancese originata a Soveria Mannelli nel 1806. Sono andati così perduti gli atti dei sinodi diocesani, delle visite pastorali e i bollari.
Si sono fortunatamente salvate le relazioni ad limina apostolorum, ossia le relazioni triennali che i vescovi di Martirano hanno fatto alla Congregazione del Concilio dal 1590 al 1764 e che, raccolte in un volume, costituiscono una notevole fonte di informazione storica e sociale. Delle 39 relazioni pubblicate, la più antica è quella, del 1590, del vescovo Mariano Pierbenedetti. Le prime relazioni sono alquanto vaghe, diventano più lunghe dopo le disposizioni di papa Innocenzo XI (1666-1685) sulla loro diligente compilazione. Due relazioni (del 1639 e del 1643) sono di Luca Cellesi, il quale relaziona sul terremoto del 27 marzo 1638 nel corso del quale la cattedrale, dedicata a dedicata a Santa Maria Assunta, fu distrutta e lo stesso vescovo, ferito, dovette trasferirsi a Pedivigliano, una relazione ciascuna dei vescovi Veraldi (1699), Nicola Righetti (1707), Falcone (1736) e de Bernardis (1744). Tre relazioni sono del vescovo Giacomo Maria de Tarsia (negli anni 1773, 1777, 1791). L'ultima relazione, redatta nel 1795, è dell'ultimo vescovo di Martirano, Francesco Antonio Grillo.

## Storia
Incerte e confuse sono le origini della diocesi di Martirano. Secondo Ferdinando Ughelli, la diocesi sarebbe stata eretta nel VII secolo e Reparato, che partecipò al concilio lateranense del 649, ne sarebbe stato il primo vescovo. Nella sua opera sulle chiese di Calabria, alla fine dell'Ottocento, il canonico Giovanni Minasi espresse dubbi sulla serie dei primi vescovi riportata nell'Italia sacra di Ughelli e ipotizzò che lo storico cistercense avesse attribuito a Martirano «vescovi di città che portavano nomi consimili, spesso alterati dagli amanuensi». Dello stesso parere storici successivi, che ritengono che a Martirano siano stati attribuiti vescovi di altre diocesi, come per esempio quella di Monterano nell'alto Lazio.
I più antichi documenti affidabili sulla diocesi di Martirano risalgono infatti solo all'XI secolo: in una bolla di papa Stefano IX del 24 marzo 1058 è menzionata per la prima volta la diocesi di Martirano, che appare fra le suffraganee di Salerno, ma già nel 1179 viene annoverata come suffraganea della nuova sede metropolitana di Cosenza. Secondo lo storico Francesco Russo, la diocesi fu eretta per fornire una suffraganea alla diocesi di Cosenza quando questa, nel 1058, fu elevata ad arcivescovado; il fatto che essa venga riportata nella bolla pontificia del 1058 come soggetta a Salerno, insieme a Cosenza, è un atto formale in quanto Cosenza era già arcidiocesi e Martirano sua suffraganea.
Anche sui primi vescovi di Martirano, storicamente attendibili, non v'è unanimità fra gli storici. Giovanni Minasi ritiene che il primo vescovo certo di Martirano sia Michele, documentato negli anni Settanta del XII secolo. Lo storico tedesco Paul Kehr, nella sua Italia pontificia, fa precedere Michele da quattro altri vescovi, che attribuisce con certezza alla sede calabrese, fra cui due vescovi ignoti agli storici precedenti, Lamberto nel 1124 e Isacco nel 1175, oltre ai già noti Rodolfo nel 1090 e Arnolfo nel 1099. Il primo vescovo di cui esiste un'ampia documentazione è Filippo di Matera, che già occupava la cattedra vescovile nel mese di novembre 1205 e che la tenne oltre maggio 1238.
Tra Quattrocento e Cinquecento la maggior parte dei vescovi risiedette fuori diocesi, limitandosi a percepire le rendite. Con le disposizioni del concilio di Trento, i vescovi cominciarono ad abitare stabilmente a Martirano, a partire da Gregorio della Croce (1569-1577); i suoi tentativi di riforma della diocesi gli attirarono l'ostilità del clero locale, che, sembra, se ne liberò avvelenandolo. Seguì il vescovo Mariano Pierbenedetti, in seguito elevato al cardinalato, che compì diverse visite pastorali e fondò il seminario diocesano. Si deve al vescovo Luca Cellesi (1627-1671) la celebrazione del primo sinodo diocesano nel 1631.
Nel Settecento si distinse il vescovo Bernardino de Bernardis (1743-1758), che attraverso una serie di sinodi diocesani cercò di riformare la disciplina e la religiosità del clero e del popolo, seguito, in quest'opera, dai successori, Nicolò Spedalieri di Badolato (1758-1770) e Giacomo Maria Tarsia (1770-1782).
Il 5 febbraio 1783 la regione fu devastata da un terribile terremoto che distrusse Martirano e la maggior parte delle strutture ecclesiastiche. Per questo motivo la diocesi rimase vacante per una decina d'anni, fino alla nomina nel 1792 di Francesco Antonio Grillo, ultimo vescovo di Martirano.
Dopo un'ulteriore vacanza della sede episcopale, iniziata nel 1804, in seguito ad una prima soppressione decisa da Giuseppe Bonaparte, con la bolla De utiliori del 27 giugno 1818 la diocesi fu definitivamente soppressa ed il suo territorio annesso a quello della diocesi di Nicastro, in applicazione del concordato tra i Borboni e la Santa Sede.
Dal 1968 Martirano è annoverata tra le sedi vescovili titolari della Chiesa cattolica; dal 14 febbraio 1998 l'arcivescovo, titolo personale, titolare è Piero Marini, presidente emerito del Pontificio comitato per i congressi eucaristici internazionali.

## Cronotassi

### Vescovi
Reparato ? †  (menzionato nel 649)
Opportuno ? † (menzionato nel 721)
Donino o Domno ? † (menzionato nel 761)
Bono ? † (menzionato nel 769)
Teodosio ? † (menzionato nell'826)
Teodoro? † (menzionato nell'853)
Floro ? † (menzionato nell'869 e nell'879)
Giovanni ? † (menzionato nel 964)
Martino ? † (menzionato nel 967)
Giovanni ? † (menzionato nel 998)
- Rodolfo † (menzionato nel 1090)[16]
- Arnolfo † (menzionato nel 1099)[16]
- Lamberto † (menzionato nel 1124)[16]
- Isacco † (menzionato nel 1175)[16]
- Michele †  (prima di agosto 1177 - dopo il 1179)[17]
- Anonimo † (menzionato nel 1199)[17]
- Anonimo † (menzionato nel 1204)[17][18]
- Filippo di Matera † (prima di novembre 1205 - dopo maggio 1238)[17][19]
- Anonimo † (menzionato nel 1239)[17]
- Tommaso, O.Cist. † (26 febbraio 1253 - 6 ottobre 1254 nominato vescovo di Squillace)[20]
- Rinaldo d'Aquino † (13 febbraio 1255 - ?)
- Roberto † (dopo il 3 giugno 1266[21] - 4 giugno 1288 nominato vescovo di Monopoli)[22]
- Adamo † (prima del 1295 - dopo il 1330 deceduto)
- Ugone † (circa 3 luglio 1333 - ?)
- Senatore Martirano † (prima del 1340 - 1349 deceduto)
- Giovanni Savelli, O.F.M. † (18 maggio 1349 - 22 marzo 1359 nominato vescovo di Bisignano)
- Giacomo da Itri † (22 marzo 1359 - 20 dicembre 1363 nominato arcivescovo di Otranto)
- Giacomo Castelli, O.F.M.Conv. † (8 gennaio 1364 - 2 aprile 1390 nominato vescovo di Nicastro)
- Niccolò † (1390 - 1400 deposto)
- Giacomo Villani † (4 marzo 1400 - 1400 nominato vescovo di San Leone)
- Niccolò † (17 giugno 1400 - ?) (per la seconda volta)
- Pietro † (circa 1410 - circa 1416 deceduto)
- Antonio Stamingo, O.F.M. † (2 aprile 1418 - 1440 deceduto)
- Goffredo di Castro † (4 maggio 1442 - 11 febbraio 1446 nominato vescovo di San Marco)
- Antonio Genovisio † (11 febbraio 1446 - 1451 dimesso)
- Martino † (28 maggio 1451 - 3 febbraio 1464 nominato vescovo di Crotone)
- Angelo Greco † (26 maggio 1463 - ? deceduto)
- Aurelio Bienato † (21 novembre 1485 - 1496 deceduto)
- Angelo Pappacoda † (9 gennaio 1497 - 1537 deceduto)
- Giacomo Antonio Ferduzi, O.F.M.Conv. † (27 giugno 1537 - 1560 deceduto)
- Tolomeo Gallio † (13 settembre 1560 - 6 luglio 1562 nominato arcivescovo di Manfredonia)
- Girolamo Federici † (6 luglio 1562 - 9 marzo 1569 dimesso[23])
- Gregorio della Croce, O.P. † (1º aprile 1569 - 1577 deceduto)[24]
- Mariano Pierbenedetti † (30 gennaio 1577 - 1589 dimesso)[25]
- Roberto Fili † (5 aprile 1591 - ? deceduto)
- Francesco Monaco † (26 giugno 1592 - dicembre 1626 deceduto)
- Luca Cellesi † (5 luglio 1627 - luglio 1661 deceduto)
- Felice Antonio Monaco † (21 novembre 1661 - gennaio 1667 deceduto)
- Giovanni Giacomo Palamolla o Palemonio † (16 marzo 1667 - novembre 1692 deceduto)
- Michelangelo Veraldi † (9 marzo 1693 - novembre 1702 deceduto)
- Nicola Righetti † (19 febbraio 1703 - marzo 1711 deceduto)
  - Sede vacante (1711-1718)
- Pietro Antonio Pietrasanta, B. † (14 marzo 1718 - ottobre 1727 deceduto)
- Saverio Ferrari † (26 novembre 1727 - aprile 1733 deceduto)
- Nicolò Carmine Falcone † (22 giugno 1733 - 15 luglio 1743 nominato arcivescovo di Santa Severina)
- Bernardino de Bernardis, O.M. † (16 dicembre 1743 - 14 maggio 1758 deceduto)
- Nicolò Spedalieri di Badolato † (18 dicembre 1758 - 29 gennaio 1770 nominato vescovo di Oppido[20])
- Giacomo Maria de Tarsia, O.M. † (12 marzo 1770 - 1782 deceduto)
  - Sede vacante (1782-1792)
- Francesco Antonio Grillo, O.F.M.Conv. † (26 marzo 1792 - 29 ottobre 1804 nominato vescovo di Cassano)
  - Sede vacante (1804-1818)
  - Sede soppressa

### Vescovi titolari
- Daniel Tomasella † (6 settembre 1969 - 23 aprile 1975 nominato vescovo di Marília)
- Oscar Valero Cruz † (4 marzo 1976 - 22 maggio 1978 nominato arcivescovo di San Fernando)
- Décio Pereira † (2 aprile 1979 - 21 maggio 1997 nominato vescovo di Santo André)
- Piero Marini, dal 14 febbraio 1998